# NGC 5211
NGC 5211 في الفهرس العام الجديد، هي مجرة، تقع في كوكبة العذراء. اكتشفت في 14 أبريل 1828 بواسطة جون هيرشل.

## روابط خارجية
- NGC 5211 على موقع ويكي سكاي: DSS2, SDSS, GALEX, IRAS, Hydrogen α, X-Ray, Astrophoto, Sky Map, Articles and images